# Pomasia salutaris
Pomasia salutaris là một loài bướm đêm trong họ Geometridae.